# 現代仏壇
株式会社現代仏壇（げんだいぶつだん、Gendaibutsudan Co., Ltd）は、大阪府大阪市東成区に本社を置く、仏壇・仏具メーカーである。はせがわの100%子会社。

## 概要
八木研は、1976年に仏壇・仏具業界に参入して以降、1984年に供養・祀り方に現代風にアレンジし「自由仏壇」を発表し、以降は「現代仏壇」のブランド名で仏壇・仏具の製造・販売を手掛けてきた。
八木研とはせがわは2024年8月5日に、八木研が手掛けている事業の内、仏壇・仏具の小売・卸売事業を同年8月8日に設立する株式会社現代仏壇に同年10月1日付で会社分割により譲渡とすると同時に、現代仏壇全株式を同年10月1日付ではせがわに譲渡する契約を締結した。
八木研が手掛けていた仏壇・仏具の小売・卸売事業は、予定通り2024年10月1日付で株式会社現代仏壇へ譲渡されたと同時に、株式会社現代仏壇ははせがわの完全子会社となった。同時に八木研が所有していた八木研旧本社（大阪市東成区）と八木研旧東京支店（東京都大田区）の不動産もはせがわが取得した。はせがわは、現代仏壇を完全子会社化した事により、はせがわ本体が進出していない地域にも進出した他、グループ全体のグランド力強化を図る。

## 沿革
- 2024年
  - 8月8日 - 設立。
  - 10月1日 - 八木研から仏壇・仏具の小売・卸売事業を会社分割により譲受。同時にはせがわの完全子会社となる。

## 手掛けている事業

### 家具調仏壇・現代仏壇
1984年に、これまでの供養・祀り方に現代風にアレンジした自由仏壇（後の現代仏壇）を発表、古めかしかった仏壇をモダン化させたことで、イメージを一新させた。家具調仏壇の先駆的存在で、同社が提唱する現代風祭祀に因る現代仏壇を中心に取り扱いをおこない、その種類は約200種にのぼる。
現代仏壇は同社の登録商標となっており、現代のライフスタイルに合わせた祈りの場として、「仏壇のあるリビング。」をコンセプトに、同社が東京・大阪で展開している「ギャラリーメモリア」及びその他取扱店で扱われている。従来型の仏壇は取り扱っていない。
ギャラリーメモリア
現代仏壇専門店の名称。現代仏壇のコンセプトのもとで店舗設計を行い、現代仏壇及び関連商品を展示・販売する。「ギャラリーメモリア銀座」というように夫々「ギャラリーメモリア（地名）」という名称が付けられている。

### 仏具・寺院用品
寺院用品としては、アルボンのほか、PC手桶、寺院用Lチェア、寺院用スツールのメーカーとして知られる。

## 店舗
北海道から四国にかけて店舗を展開している。詳細は店舗一覧を参照。